# Verkiezingen voor het Europees Parlement 2019/Kandidatenlijst/Groen
Dit is de kandidatenlijst van het Belgische Groen voor de Europese Parlementsverkiezingen van 2019.

## Effectieven
1. Petra De Sutter
2. Bart Staes
3. Omar Ba
4. Catherine Verfaillie
5. Paola Travella
6. Rik Jellema
7. Matti Vandermaele
8. Leyla Caliskan
9. Herlinde Vanhooydonk
10. Dirk Vansintjan
11. Els Gosse
12. Michel Bauwens

## Opvolgers
1. Sara Matthieu
2. Thomas Jans
3. Wim Borremans
4. Violet Oloibiri
5. Jordy Sabels
6. Jorge Luyts
7. Magda Aelvoet